# Stadion U drožďárny
Stadion U drožďárny – nieistniejący już stadion piłkarski w Cieplicach, w Czechach. Istniał od 1910 roku do lat 90. XX wieku. Mógł pomieścić 18 000 widzów. Przed II wojną światową służył piłkarzom niemieckiego klubu Teplitzer FK, w latach 1945–1973 grał na nim obecny FK Teplice.

## Historia
Decyzję o budowie nowego stadionu dla niemieckiego klubu Teplitzer FK podjęto w 1908 roku. 500 koron na budowę przeznaczyło miasto, 3800 koron na budowę drewnianej trybuny głównej, która służyła ponad pół wieku, zebrano dzięki datkom od członków klubu (Stránský, Gerber i Fiedler). Po dwóch latach obiekt był gotowy, a jego otwarcia dokonano w dniach 15–16 maja 1910 roku. Na inaugurację rozegrano dwa mecze gospodarzy z zespołem First Vienna FC, w pierwszym dniu goście wygrali 3:2, drugiego dnia padł remis 0:0. Nowy obiekt powstał w sąsiedztwie wytwórni drożdży (stąd nazwa – U drožďárny), przy obecnej ulicy Nákladní (dawniej Lasten Straße) i blisko obecnej ulicy Dubskiej (dawniej Eichwalder Straße, dlatego można spotkać się z dawnym określeniem tego obiektu jako „Stadion an der Eichwalder Straße”), niedaleko poprzedniego stadionu klubu (Bramschplatz).
Po I wojnie światowej Teplitzer FK uczestniczył w czechosłowackich rozgrywkach ligowych, w latach 1929–1936 grając na najwyższym poziomie ligowym. Najlepszy w wykonaniu klubu był sezon 1933/1934, w którym drużyna uplasowała się na 4. miejscu w lidze. Dało jej to prawo gry w Pucharze Mitropa w kolejnym sezonie. W pierwszej rundzie (1/8 finału) los przydzielił piłkarzom z Cieplic aktualnego mistrza Włoch, drużynę Juventusu Turyn. W pierwszym meczu na stadionie w Turynie Juventus wygrał 4:2. Rewanż na stadionie w Cieplicach rozegrano 24 czerwca 1934 roku. Mecz, poprzedzony spotkaniem młodzieżowców Teplitzer FK i Concordii Bazylea (4:4), obejrzało rekordowe wówczas 12 000 widzów, ale goście wygrali 1:0 i zasłużenie awansowali do ćwierćfinału.
W 1938 roku, w wyniku postanowień układu monachijskiego, Cieplice znalazły się w granicach III Rzeszy. Na zaanektowanych terenach utworzono nową Gauligę (Gauliga Sudetenland), do której przystąpił Teplitzer FK. W pierwszym sezonie (1938/1939) zespół dotarł do finału tych rozgrywek, w którym przegrał z Warnsdorfer FK 0:4. Po sezonie, w wyniku odgórnie narzuconej reorganizacji klubów sportowych, Teplitzer FK został rozwiązany, a w jego miejsce powstał NSTG Teplitz-Schönau, również grający w Gaulidze Sudetenland. Pod koniec II wojny światowej stadion posłużył jako składowisko zniszczonego sprzętu wojskowego.
Po wojnie Cieplice powróciły do Czechosłowacji, a niemieckie kluby przestały istnieć. Nastąpiła wymiana ludności, miejsce wysiedlonych Niemców sudeckich zajęli czechosłowaccy osadnicy. Już latem 1945 roku powołano do życia nowy klub, SK Teplice-Šanov (na przestrzeni lat wielokrotnie zmieniający swą nazwę, od 1995 roku jako FK Teplice), który przejął obiekt dawnego Teplitzer FK. Drużyna ta w 1945 roku przystąpiła do rozgrywek I.A třídy (wówczas trzeci poziom ligowy). Po wojnie trybuna główna stadionu była uszkodzona, a boisko zawalone zniszczonym sprzętem wojskowym. Arenę w stosunkowo niedługim czasie udało się jednak uporządkować, a pierwszy mecz ligowy na własnym stadionie SK Teplice-Šanov rozegrał 30 września 1945 roku przeciwko drużynie z Hostomic (4:1). Sezon 1945/1946 zespół zakończył na pierwszym miejscu w tabeli, ale wskutek podejrzeń o ustawianie meczów, mimo braku dowodów, działacze lokalnych struktur piłkarskich zdecydowali o nieawansowaniu drużyny z Cieplic, ani żadnego z kolejnych zespołów w tabeli. Awans do II ligi przyszedł jednak rok później, a już w następnym sezonie (1947/1948) klub awansował do I ligi, zaledwie trzy lata po powstaniu. Drużyna grała w I lidze nieprzerwanie do sezonu 1952, w którym zajęła dotąd najwyżą, 3. lokatę.
Po sezonie 1952 doszło jednak do reorganizacji sportu w Czechosłowacji, w wyniku czego zespół relegowano na zaplecze I ligi. Drużyna przez następne lata występowała na drugim poziomie rozgrywkowym, aż do roku 1964, w którym ponownie awansowała do elity. W sezonie 1970/1971 klub ponownie zajął 3. miejsce w tabeli. Dało mu to możliwość gry w Pucharze UEFA w kolejnym sezonie, gdzie w I rundzie (1/32 finału) trafił na polskie Zagłębie Wałbrzych. W pierwszym meczu rozegranym na Stadionie Tysiąclecia w Wałbrzychu Zagłębie wygrało 1:0. W rewanżu, 29 września 1971 roku, na stadionie U drožďárny długo utrzymywał się rezultat bezbramkowy. Pomiędzy 65. a 78. minutą padło jednak pięć bramek, za pierwszym i drugim razem, gdy Zagłębie wychodziło na prowadzenie, gospodarzom udawało się wyrównać, na trzecie trafienie gości nie byli już jednak w stanie odpowiedzieć i mecz zakończył się wynikiem 2:3, a swój premierowy występ w Pucharze UEFA drużyna z Cieplic (wtedy pod nazwą TJ Sklo Union Teplice) zakończyła na I rundzie. Nie był to jednak ich debiut w europejskich rozgrywkach, bo już wcześniej zespół ten uczestniczył również w Pucharze Intertoto, mierząc się m.in. z takimi klubami jak IFK Göteborg, KB Kopenhaga, Union Berlin, Hannover 96 czy Djurgårdens IF.
Już w latach 60. XX wieku zaczęto myśleć o budowie nowego stadionu w Cieplicach. Prace budowlane rozpoczęły się na początku lat 70. Ostatni mecz ligowy na starym stadionie rozegrano 5 maja 1973 roku przeciwko Sparcie Praga (1:0). 9 maja 1973 roku meczem towarzyskim ze Sławią Sofia (1:0) zainaugurowano nowy stadion, będący wówczas jednym z najnowocześniejszych w kraju. Wybudowano go w odległości około 750 m od starego obiektu. Klub chciał, aby po przenosinach stary stadion pełnił funkcje treningowe, na co jednak nie wyraziły zgody lokalne władze. Boisko służyło później jako parking. W latach 90. XX wieku rozebrano ostatecznie trybuny, a teren zarósł dziką roślinnością. W 2001 roku obok wybudowano hipermarket, a na terenie dawnego stadionu powstał duży parking przed sklepem.